# Air Scandic
Az Air Scandic egy Jersey-n, a Csatorna-szigeteken bejegyzett légitársaság.  Különböző, az Egyesült Királyságban bejegyzett idegenforgalmi cégeknek szervezett légi utaztatást, Központja a Manchester repülőtér volt. Szezonálisan a cég szervezett utakat Glasgowból, East Midlandsből, Londonból és Newcastle-ből is járatokat a forgalmasabb európai nyaralóhelyekre.Főszezonban indított gépeket Orlandoba is. A cég 2005 szeptemberében felszámolási eljárás alá került. 

## Kódok
- ICAO kód: SCY
- Rádiós kód: Airscan

## Története
A magán légitársaságot 1997-ben alapították, és 1998 májusában kezdett el üzemelni. Eredetileg az Air Cordial végzett légiszállítást a nevükben, de a repülési engedélyt 2004. november 12-én visszavonták. 2005 szeptemberében felfüggesztette összes járatát és felszámolási eljárás alá került, sok utasukat a repülőtereken hagyva szerte Európában.

## Flottája
Az Air Scandic flottája két, a Finnairtől bérelt Boeing 757-200-ból és három McDonnell Douglas MD-83-ból állt. 